# Vanessula milca

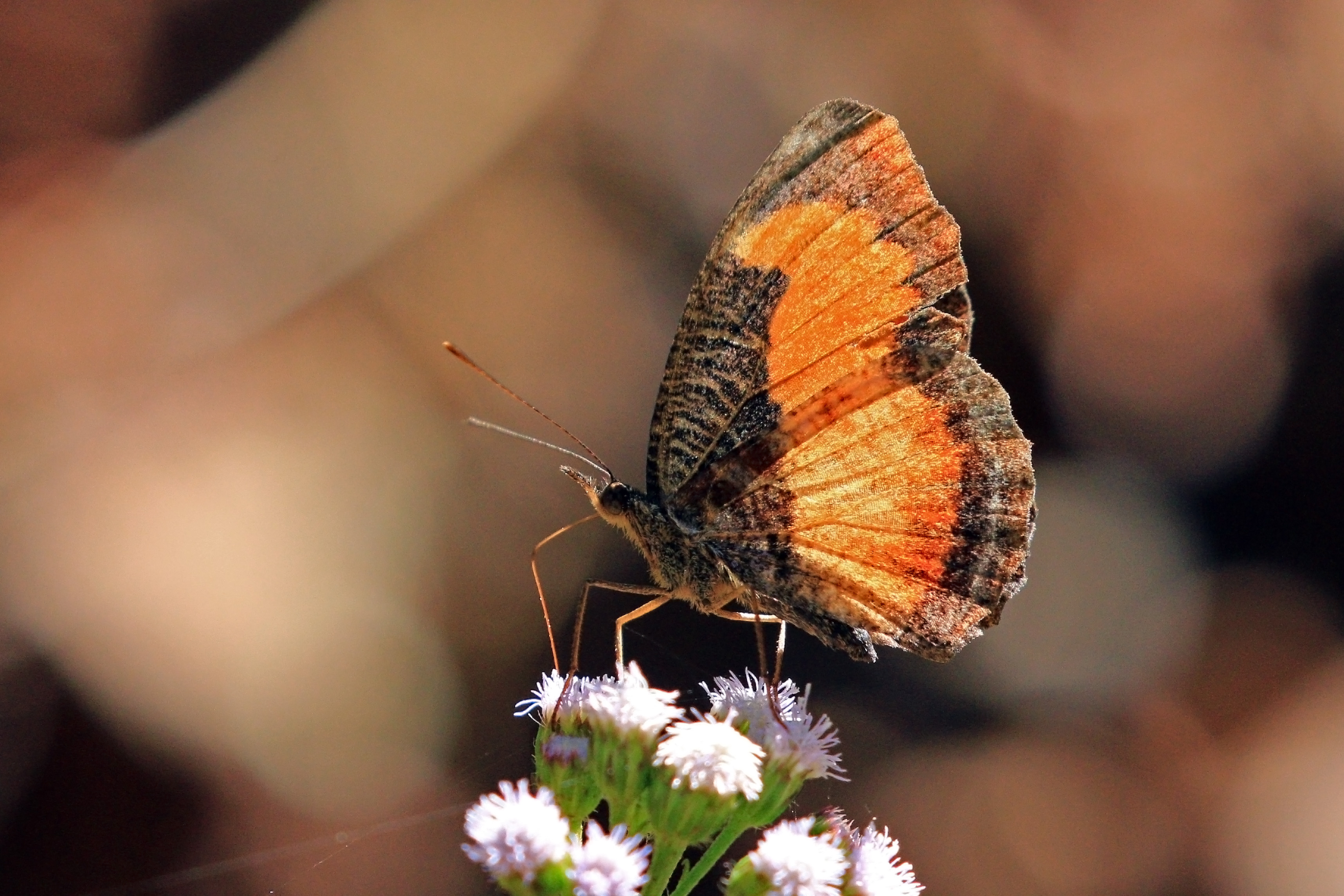
Flügelunterseite

Vanessula milca ist ein in Afrika vorkommender Schmetterling (Tagfalter) aus der Familie der Edelfalter (Nymphalidae).

## Merkmale

### Falter
Die Flügelspannweite der Falter beträgt ca. 40 Millimeter. Beide Geschlechter sind sehr ähnlich gezeichnet. Nur die Weibchen zeigen einen kleinen gelblichen Fleck nahe dem Apex. Die Flügelpaare sind in der Basalregion schwarzbraun gefärbt und mit einer bis zur Zelle reichenden Spitze versehen. Die Submarginalregion hat ebenfalls eine schwarzbraune Farbe. Diskal- und Postdiskalregion sind kräftig gelb bis gelborange gefärbt. Die Zeichnung der Vorderflügel scheint in leicht abgeschwächter Farbe auf die Unterseite durch.

### Präimaginalstadien
Die ersten Stände sind noch nicht beschrieben.

## Verbreitung, Unterarten und Lebensraum
Die Art kommt mit folgenden Unterarten in Zentral- und Westafrika vor:
- Vanessula milca milca in Guinea, Sierra Leone, Liberia, Ghana, Angola und Zaire
- Vanessula milca angustifascia in der Elfenbeinküste und auf den Nimbabergen
- Vanessula milca buechneri in Nigeria, Kamerun und Gabun
- Vanessula milca latifasciata in der Demokratischen Republik Kongo, Uganda, im Westen von Kenia und Tansania sowie in Sambia

Vanessula milca besiedelte in erster Linie dichte Wälder und Flussufer
.

## Lebensweise
Die Falter fliegen in mehreren Generationen im Jahr, schwerpunktmäßig in den Monaten April bis Juni, September und Oktober sowie November bis Februar. Sie lassen sich gemeinsam mit Charaxes-Arten von Köderfallen anlocken, jedoch im Gegensatz zu vielen anderen Edelfalterarten nicht von überreifen Früchten, hingegen bevorzugt von leicht verwesenden Kadavern von Fischen oder Schalentieren, an denen sie saugen, um Mineralstoffe aufzunehmen. Angaben zu den Nahrungspflanzen der Raupen liegen derzeit nicht vor.